# František Kupka
František Kupka (ur. 23 września 1871 w Opočnie, zm. 24 czerwca 1957 w Puteaux) – czeski malarz symboliczny i abstrakcjonistyczny. 

## Życiorys
Studiował sztuki piękne w Pradze i w Wiedniu. Około 1895 osiedlił się w Paryżu, gdzie zarabiał na swoje utrzymanie pracami studyjnymi z natury oraz rysunkami mody. Miał rozległe zainteresowania naukowe i filozoficzne, zajmował się teorią sztuki, studiował w prywatnej akademii sztuki Académie Julian. Po wybuchu I wojny światowej Kupka zgłosił się jako ochotnik do wojska i znalazł się na froncie. Po zakończeniu wojny został profesorem w praskiej Akademii Sztuki. W 1930 dołączył do grupy francuskiej Abstraction-Création, uzyskawszy tym samym francuskie obywatelstwo. W latach 30. zrobiło się cicho wokół malarza, który wycofał się do Puteaux, gdzie mieszkał i pracował. Rok po jego śmierci została zorganizowana pierwsza wystawa jego prac w Paryżu.

## Twórczość
Początek twórczości to projektowanie plakatów dla kabaretów i ilustracji dla czasopism. Mniej więcej w roku 1900 zaczął specjalizować się w pracach dla satyrycznych i anarchistycznych gazet. Z tego też okresu pochodzą cykle ilustracji Pieniądze, Pokój, Religia, stanowiące swoistą krytykę stosunków politycznych i społecznych. W latach 1905–1909 stworzył szatę graficzną do Lizystraty Arystofanesa i Prometeusza Ajschylosa. 
Kolejny etap to formowanie nowego, dotychczas jeszcze nieznanego malarstwa abstrakcyjnego, któremu kierunek wskazuje obraz z 1907 Żółta skala, gdzie artysta zmaga się z oddziaływaniem różnych tonów tej samej barwy. Do czystej abstrakcji doszedł Kupka jednak później, w Klawiszach z 1909 czy Warstwach koloru z 1910–1911. 
Od 1911 Kupka należał do nieformalnego związku artystów, którego członkami byli m.in. Robert Delaunay, Marcel Duchamp czy Fernand Léger. W okresie tym artysta swoje inspiracje czerpał z secesji. Typową dla tego kierunku ornamentykę przekładał na rytmy kolorów. Charakterystycznymi obrazami z tego okresu są: Nokturn (1910), Fuga (1911–1912), Amorpha – dwubarwna fuga (1912). Ze względu na powyższe tytuły, jak również fakt, że Kupka poszukiwał wizualnego odpowiednika tonów i form kompozycji muzycznych, okres twórczości artysty z lat 1911–1912 nazywany jest często „muzycznością”. 
Od 1912 w twórczości malarskiej artysty istniały dwie tendencje. Malował wertykalne lub diagonalne barwne pasy o różnej długości, które się częściowo przenikały (np. Pionowe płaszczyzny I, 1912–1913). W innych pracach zaś formował płaszczyzny barwne koliście lub spiralnie, tak że zdawały się poruszać od środka (np. Kręgi, 1911–1912). 
Po 1918 pozostał wierny powyższym dwóm koncepcjom malarskim. Hasłem kluczowym w jego poglądach na sztukę było Créer! (Tworzyć!), a odnosił je tylko do artystów uprawiających abstrakcję. Tych zaś, którzy hołdowali malarstwu przedstawiającemu, nazywał naśladowcami.